# 78. Sinfonie (Haydn)
Die Sinfonie c-Moll Hoboken-Verzeichnis I:78 komponierte Joseph Haydn vermutlich im Jahr 1782 während seiner Anstellung als Kapellmeister beim Fürsten Nikolaus I. Esterházy.

## Allgemeines

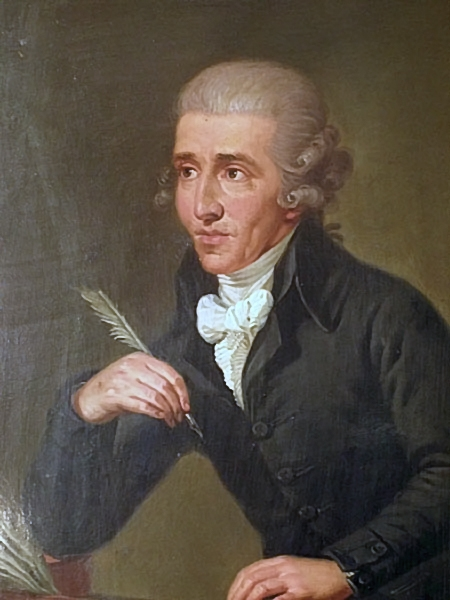
Joseph Haydn (Gemälde von Ludwig Guttenbrunn, um 1770)

Haydns Sinfonie Nr. 78 gehört zusammen mit den Sinfonien Nr. 76 und 77 zu einer Dreiergruppe. Zur Entstehungsgeschichte siehe bei Sinfonie Nr. 76.
Nach Howard Chandler Robbins Landon wird der Hörer von Sinfonie Nr. 78 insofern enttäuscht, als er von Haydns Moll-Sinfonien etwas „Besonderes“ erwartet, was bei Nr. 78 aber nicht eingelöst werde. Zu dieser Zeit habe Haydn keinen Unterschied in der Behandlung von Dur und Moll gemacht. Die Sinfonie sei zudem so stark mit Dur „durchsetzt“, dass man fast das Moll vergesse. Robbins Landon macht weiterhin darauf aufmerksam, dass die tonale Abfolge der Sinfonie Nr. 78 ähnlich ist zu der 1772 komponierten Sinfonie Nr. 45 („Abschiedssinfonie“): erster Satz in Moll, zweiter und dritter Satz in Dur, vierter Satz beginnt in Moll, endet aber in Dur. Allerdings ist der Effekt der Sinfonie Nr. 45 anders. Bei Nr. 78 wirke der ernste Ton des ersten Satzes nach Abschluss des Werkes „fast unreal“. Die frühere, „emotionale“ Funktion des Wechsels von Dur und Moll als Licht und Schatten habe sich geändert zugunsten einer Funktion verschiedener Klangfarben.

„Daß unter den Bedingungen des neuen Tonfalls die c-moll-Sinfonie Nr. 78 in ihrem Charakter wesentlich moderater ist als die früheren Moll-Sinfonien, verwundert kaum. Die Moll-Tonart dient im ersten Satz (…) eher der Hinzufügung einer harmonischen Farbe, die erlaubt, den neuen sinfonischen Tonfall im Thema vom Unkomplizierten ins Ernsthaftere und (…) ins Konflikthafte zu wenden.“

## Zur Musik
Besetzung:  Querflöte, zwei Oboen, zwei Fagotte, zwei Hörner, zwei Violinen, Viola, Cello, Kontrabass. Über die Beteiligung eines Cembalo-Continuos in Haydns Sinfonien bestehen unterschiedliche Auffassungen.
Aufführungszeit:  ca. 20 bis 25 Minuten (je nach Einhalten der vorgeschriebenen Wiederholungen).
Bei den hier benutzten Begriffen der Sonatensatzform ist zu berücksichtigen, dass dieses Schema in der ersten Hälfte des 19. Jahrhunderts entworfen wurde (siehe dort) und von daher nur mit Einschränkungen auf die Sinfonie Nr. 78 übertragen werden kann. – Die hier vorgenommene Beschreibung und Gliederung der Sätze ist als Vorschlag zu verstehen. Je nach Standpunkt sind auch andere Abgrenzungen und Deutungen möglich.

### Erster Satz: Vivace
c-Moll, 3/4-Takte, 192 Takte

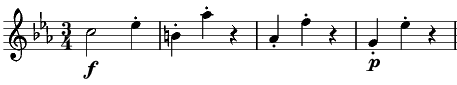
Beginn des Vivace

Das erste, achttaktige Thema besteht aus zwei kontrastierenden Hälften: In der ersten spielt das ganze Orchester forte ein Viertonmotiv im Unisono und Staccato, das aus Terz und Sexte aufwärts besteht. Von Pausen unterbrochen, wird die Sexte taktweise abwärts geführt, im vierten Takt ist sie ins Piano zurückgenommen. Die zweite Hälfte im Pianissimo der Streicher führt legato vom harmonisch überraschenden Des-Dur zurück zur Tonika c-Moll. In seinen beiden anderen c-Moll – Sinfonien Nr. 52 und Nr. 95 verwendet Haydn zu Beginn der ersten Sätze ähnlich markante Unisono-Motive, ebenso zu Beginn des Streichquartetts opus 20 Nr. 2. Varianten dieses Viertonmotivs wurden auch vorher mehrmals von anderen Komponisten verwendet, teilweise bei Barockkomponisten im Zusammenhang mit dem Affekt der Trauer und des Schmerzes. Ab Takt 9 spielen die Streicher piano den Themenkopf versetzt zwischen 1. Violine und Bass, begleitet von pochender Achtel-Tonrepetition. Auch im folgenden Forte-Block mit Beteiligung des ganzen Orchesters werden Motive im versetzten Einsatz gebracht: Anfangs ein viertaktiges Motiv aus ganztaktiger Note, chromatisch fallender Pendelfigur und Trillerwendung („Pendelmotiv“), dann – nach Einschub der Staccato-Intervalle vom Themenkopf – ein zweitaktiges Motiv aus im Staccato aufsteigendem Akkord und Oktavsprung abwärts („Akkordmotiv“). In Takt 47 ist die Subdominante As-Dur erreicht, wo nach kurzer Zäsur die Streicher pianissimo und wiederum versetzt mit chromatisch suchender Figur zur Tonikaparallelen Es-Dur führen.
Das zweite Thema (ab Takt 55, Es-Dur) ist durch sein Motiv aus dreifacher, auftaktiger Tonrepetition mit anschließender Trillerfloskel gekennzeichnet. Die erstmals im Satz auftretenden Sechzehntel der begleitenden 2. Violine geben einen vorwärtsdrängenden Impuls. Das Thema wird zunächst forte vorgetragen, dann piano wiederholt. Die Schlussgruppe ab Takt 67 wechselt mit ihrem Motiv, das erneut mit ganztaktiger Note beginnt, wieder zum Forte und behält die Sechzehntelbegleitung der 2. Violine bei.
Die Durchführung beginnt mit den Staccato-Intervallen vom Kopf des ersten Themas. Anschließend bringt Haydn von Des-Dur aus das zweite Thema. Ab Takt 88 wird der Kopf vom ersten Thema im taktweisen Abstand mehrstimmig verarbeitet (ebenfalls in seiner Umkehrung), während die Viola weiterhin das Auftaktmotiv vom zweiten Thema spielt. Auch die übrigen Motive der Exposition treten kurz auf (Akkordmotiv mit Oktavsprung aufwärts statt abwärts ab Takt 101, Pendelmotiv ab Takt 109). Die Piano-Passage mit dem Auftaktmotiv vom zweiten Thema (ab Takt 115) führt dann erneut zu einer mehrstimmigen Passage, bei der nun aber das Auftaktmotiv dominiert, während die Gegenstimme mit ihren Staccato-Vierteln an das erste Thema erinnert. Über das auf zwei Takte „gedehnte“ Auftaktmotiv im Pianissimo kündigt sich die Reprise an.
In der Reprise (ab Takt 134) ist das erste Thema als Variante mit mehrstimmigem Einsatz und Sechzehntelbegleitung der 2. Violine gehalten, die zweite Themenhälfte fehlt. Auch im Folgenden setzt sich die mehrstimmige Arbeit aus der Durchführung fort bis zum „Akkordmotiv“ in Takt 156. Ab hier entspricht der Ablauf strukturell dem der Exposition (chromatische Piano-Passage der Streicher, zweites Thema, Schlussgruppe). Exposition sowie Durchführung und Reprise werden wiederholt.

### Zweiter Satz: Adagio
Es-Dur, 2/4-Takt, 101 Takte

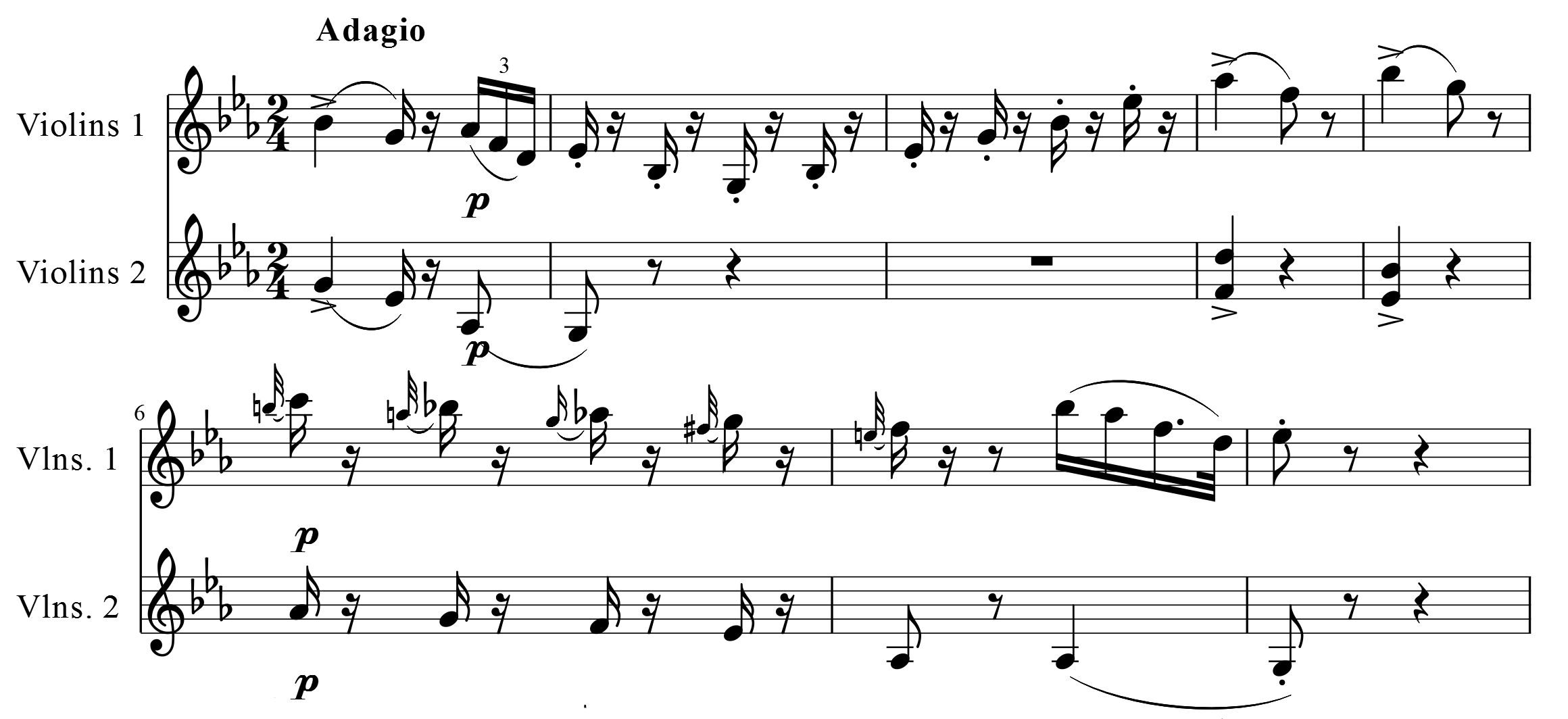
Beginn des Adagio

Das Hauptthema beginnt als Abfolge aus drei Bausteinen: gestenhafte, akzentuierte Quinte abwärts (ganzes Orchester), Triole abwärts (piano), von Pausen durchsetzte Staccato-Bewegung der 1. Violine (Takt 1 bis 4). Die „Geste“ wird als Terz wiederholt (Takt 3 und 4) und die Staccato-Bewegung mit Vorschlägen und Begleitung der 2. Violine angereichert, ehe eine kadenzierende Floskel das Hauptthema in Takt 8 abschließt. Der Themenkopf setzt dann erneut an, die Triolen verselbständigen sich jedoch und führen in Takt 14 und 16 zu zwei Tonrepetitionsklangfläche in Sextolen (Es-Dur bzw. B-Dur). Im Abschnitt ab Takt 21 werden diese Klangflächen zum prägenden Satzelement: Zunächst spielen Oboen, Viola und Bass zu repetierenden Sextolen der Violinen absteigende Skalenkläufe (ebenfalls Sextolen), die als dramatischer Fortissimo-Ausbruch in der Dominante B schließen. Die Tonrepetition läuft im Bass piano weiter, und auf diesem „Teppich“ setzen nun die Violinen ihrerseits mit einem aufsteigenden Skalenmotiv an. Dieses Skalenmotiv führt zum zweiten Fortissimo-Ausbruch, der durch seine Molltrübung noch etwas intensiver wirkt als der vorige, und als Septakkord auf F mit Fermate zur Ruhe kommt. Die Schlussgruppe greift das aufsteigende Skalenmotiv auf und beendet die Exposition mit pausendurchsetzter Terzbewegung im Wechsel von Ober- und Unterstimmen unter ausgehaltenem B der Bässer (Hörner: als Liegeton, Viola und Cello: als pochende Sextolen).
Der Mittelteil („Durchführung“) wechselt mit dem Kopf des Hauptthemas nach f-Moll. Überraschend folgt dann ein Fortissimo-Einwurf des ganzen Orchesters mit der Tonrepetitions-Klangfläche im harmonisch fernen Des-Dur, das als Ausgangspunkt einer längeren Piano-Passage für solistisches Fagott (mit parallel geführter Viola) in gleichmäßig schreitenden Staccato-Achtel unter weiterhin tonrepetierenden Violinen dient. Mit Wechsel zum Fortissimo in Takt 55 greifen die Violinen das absteigende Skalenmotiv als Variante auf, während alle übrigen Instrumente in Tonrepetition begleiten, so dass eine massive Klangfläche entsteht. Als in Takt 60 die Dominante B-Dur erreicht ist, wird diese erst mit energischen Akkordschlägen und  hämmernder Tonrepetition auf B herausgestellt, die Zurücknahme ins Piano kündigt dann die Reprise an.
Die Reprise ab Takt 66 bringt zunächst das Hauptthema wie am Satzanfang, die folgende Passage ist mit nachschlagenden Triolen variiert. Die Passage ab den Skalenmotiven entspricht strukturell der Exposition, allerdings sind auch die Skalenmotive graduell variiert. Exposition sowie Mittelteil und Reprise werden wiederholt.
Durch seine Gesten, die Sextolen-Klangflächen sowie die Wechsel in Dynamik, Harmonie und Klangfarbe bekommt der Satz teilweise opernhaften Charakter.

### Dritter Satz: Menuetto. Allegretto
C-Dur, 3/4-Takt, mit Trio 58 Takte
Im ersten Teil des Menuetts, der forte gehalten ist, sind Flöte, 1. Oboe und 1. Violine mit einer auftaktigen Melodie stimmführend, die anfangs durch Pausen in Zweitakter gegliedert ist. 2. Violine und Viola begleiten in durchlaufenden Staccato-Achteln, die auch im weiteren Satzverlauf prägend sind, der Bass in schreitenden Vierteln. Insgesamt hat das Menuett einen tänzerischen Tonfall. Der erste Teil endet in der Dominante G-Dur.
Der relativ ausgedehnte Mittelteil (Takt 9 bis 24) führt zunächst piano von G-Dur in Triobesetzung das Material fort (stimmführend: 1. Violine, Fagotte und 2. Violine mit der Staccato-Begleitung). Nach vier Takten setzt das ganze Orchester in Es-Dur forte ein und wechselt mit Trübung nach c-Moll wieder zur Dominante G-Dur, wo die Musik von Pausen unterbrochen ins Stocken gerät. Beim Wiederaufgreifen des ersten Teils ist das Thema etwas variiert. Haydn beschließt das Menuett mit dem Themenkopf in den solistischen Holzbläsern.
Im Trio (ebenfalls C-Dur) sind die parallel geführte 1. Oboe und 1. Violine stimmführend. Ihre Melodie aus abgesetzt-schaukelnder Bewegung in Sekunden mit akzentuiertem Auftakt über der Staccato- (Fagott) bzw. Pizzicato- (Streicher) Begleitung erinnert etwas an den Tonfall eines Leierkastens. In den Schlusstakten des ersten und zweiten Teils greift das ganze Orchester überraschend im kontrastierenden Forte die Schaukelbewegung unisono auf.

### Vierter Satz: Finale. Presto
c-Moll / Dur, 2/4-Takt, 241 Takte
Der Satz ist als Rondo strukturiert:
- Vorstellung des Refrains (Takt 1 bis 40), der nach dem Muster A-B-A aufgebaut ist (A sowie B-A werden wiederholt). Der Refrain ist durch den zweitaktigen Wechsel von piano (Streicher) und forte (ganzes Orchester) mit auftaktigen Motivbausteinen gekennzeichnet (Auftakt mit typischer zweifacher Tonrepetition). Der B-Teil setzt das Geschehen zunächst von Es-Dur aus fort, weitet sich dann zur viertaktigen Phrase aus, ehe in Takt 16 ein längerer, ununterbrochener Forte-Block beginnt. Nach Ausklingen auf der Dominante G wird der A-Teil wieder aufgegriffen.
- Das erste Couplet (Takt 41 bis 64), „ein Kontretanz reinsten Wassers“[8], steht im kontrastierenden C-Dur. Es ist ebenfalls nach dem Muster a-b-a (mit Wiederholung von a sowie b-a) aufgebaut, wobei hier alle Abschnitte achttaktig sind. Im a-Teil sind 1. Oboe und 1. Violine über Streicherbegleitung stimmführend, der Auftakt mit seiner zweifachen Tonrepetition erinnert an den Refrain. Im b-Teil wird die Oboe von der Flöte abgelöst, die Melodie ist hier stärker als vorher mit Vorschlägen und Trillerflokseln verziert.
- Ab Takt 65 setzt wieder der Refrain in c-Moll ein (ohne Wiederholung der beiden Einzelabschnitte). Nach dem A-Teil und dem B-Teil setzt in Takt 96 wieder der A-Teil an, weitet sich jedoch – ausgehend vom dreimal angesetzten Themenkopf – zu einer mehrstimmigen, durchführungsartigen Passage aus, erst in Takt 151 wird der A-Teil in seiner Ursprungsgestalt wiederholt.
- Das zweite Couplet ist die ausgeschriebene Wiederholung des ersten Couplets (C-Dur, Takt 159 bis 206).
- In der Coda wird C-Dur beibehalten. Nach zögerlicher Piano-Passage mit der Schlusswendung vom Thema des Couplets beendet das ganze Orchester mit fanfarenartiger C-Dur - Akkordmelodik den Satz.

„Einflüsse der Volksmusik sind auch im Finale spürbar, für das Haydn die Form des Rondos gewählt hat. Zwei Abschnitte in c-moll und C-dur wechseln einander ab, bis schließlich das Dur die Oberhand behält und die so ernst und konzentriert beginnende Sinfonie recht gefällig, fast möchte man sagen: allzu gefällig ausklingen läßt. Wie weit sich Haydn hier von [seiner] einstigen Sprache (…) entfernt hat, mag deutlicher als alle Worte eine Gegenüberstellung mit dem Schluß der c-moll-Sinfonie von 1772 bezeugen (…).“

„Der Satz ist, ganz anders als das Finale der fis-Moll-Symphonie, das erste große Beispiel für Haydns Kunst, ernste in heitere, dunkle in helle Töne aufzulösen, in einer ganz dichten Struktur miteinander zu vermitteln und die Auflösung aller Konflikte durch die „große Kunst, öfters bekannt zu scheinen“ zu akzentuieren. Vom Moll der Symphonien zwischen 1765 und 1772 ist das ebensoweit entfernt wie vom Pathos der c-Moll-Symphonie Beethovens, durch das Haynds Tugenden der Konzilianz und Grazie, des rechten Maßes und des gesellschaftlich-verbindlichen Humors erledigt wurden.“